# جيش كوموش الشعبي

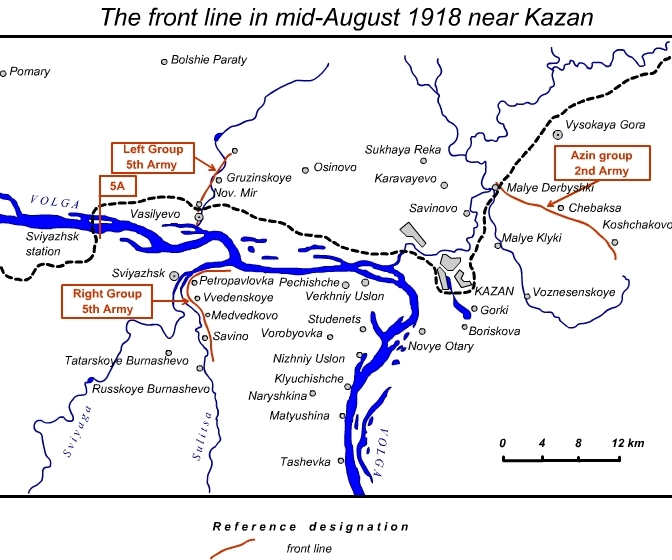
الخط الأمامي بالقرب من قازان في أغسطس 1918

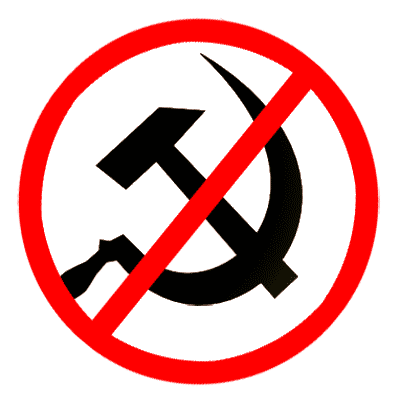
شعار معاداة الشيوعية

جيش كوموش الشعبي (بالروسية: Народная армия КОМУЧа)‏، هو جيش قاتل ضد البلاشفة أثناء الحرب الأهلية الروسية؛ في الفترة من يونيو إلي سبتمبر 1918 في منطقة الفولغا.

## المنظمة
في مايو عام 1918، تمرد الفيلق التشيكوسلوفاكي علي سكة الحديد العابرة لسيبيريا. في 8 يونيو من نفس العام، استولي الفيلق التشيكي علي سامارا، في روسيا، في نفس اليوم قام عدد من أعضاء الجمعية التأسيسية، بتأسيس منظمة من الضباط السريين تحت إشراف الحزب الاشتراكي الثوري. في 10 يونيو، وصلت مجموعة من ضباط الأركان العام وساعدوا في تنظيم هيكل عسكري. قاموا بإنشاء مفرزة من 350 رجلا، كانت تضم شركتي مشاة وسرب سلاح الفرسان وفصيلة مدفعية مركبة. أصبح العميد فلاديمير كابل قائدا لهذه المجموعة العسكرية. مع انه كان ملكيا، وذكر أنه سيحارب تحت أي ظروف ضد البلاشفة.

## تسمية
في اللغة الروسية تسمي الجمعية التأسيسية ويتم ترجمتها باسم اتشديتل نو سوبراني، واختصار للجنة الكاملة باللغة الانجليزية كوماتش (عناق الفصل).

## المعارك
في 11 يونيو، اقتحمت مفرزة كابيل سيزران واستولت عليها، ثم ستافروبول، بوغوروسلان وبوزولوك. في 21 يوليو، بعد مسيرة طولها 150 كيلومتراً، اقتحمت مفرزة روسية تشيكوسلوفاكية تحت قيادة كابيل سيمبيرسك واستولت عليها؛ لهذا النصر تمت ترقية كابيل إلى عقيد. في 22 يوليو، أصبح كابيل رسميًا قائد جميع قوات كوموش، التي كانت تتكون من فوجين مشاة وعدة بطاريات مدفعية (حوالي ثلاثة آلاف رجل كليًا).
عندما التقى جيش كوموش في سامارا، تقرر أن الهدف الاستراتيجي الرئيسي كان القبض على ساراتوف، لكن كابيل اعتقد أن قازان كانت هدفًا أكثر أهمية، وبالتالي هاجمها وغزاها، ودافع عنها جيش أحمر كبير ولكنه ضعيف الإعداد.
اعتقد كابيل أنه كان من الضروري الاستفادة من الموقف والتقدم إلى موسكو عبر نيجني نوفغورود، لكن جيش كوموش وقادة القوات التشيكوسلوفاكية قالوا أن في هذه الحالة لن يكون هناك عدد كاف من القوات للدفاع عن سامارا وسيمبيرسك وقازان. تم وضع الجيش الشعبي في موقع دفاعي، واكتسب الجيش الأحمر وقتًا لإعادة تجميع صفوفه.
في بداية سبتمبر، بدأ الجيش الأحمر في التقدم. في 5 سبتمبر، قام الجيش الأحمر بالاستيلاء على قازان. في 12 سبتمبر، استولي أيضا علي وسيمبيرسك. خلال أسبوعين دافعت مجموعة كابيل عن الضفة اليسرى لنهر الفولغا، وبعد انضمامها إلى القوات الأخرى، تراجعت إلى أوفا.

## الاندماج
في 23 سبتمبر 1918، اندمجت كوموش والحكومة المؤقتة في سيبيريا المتمتعة بالحكم الذاتي في أوفا لتصبح الحكومة المؤقتة الموحدة لعموم روسيا. في 28 سبتمبر 1918 تم تعيين اللواء فاسيلي بولديريف القائد الأعلى لجميع القوات المسلحة البرية والبحرية في روسيا. اتحد الجيش الشعبي كوموش والجيش السيبيري في هيكل واحد. لم يؤد توحيد جيوش سيبيريا والشعب إلى النجاح: لقد احتل البلاشفة منطقة بولغا بالكامل. في 3 أكتوبر 1918، سقطت سيزران. في 8 أكتوبر 1918، سقطت سمارة العاصمة السابقة لجيش كوموش.
في خريف عام 1918، خلال التوحيد الإضافي للقوات المسلحة المناهضة للبلشفية في شرق روسيا، تم إلغاء جيش الشعب، وتحولت قواته إلى فيلق الفولغا الأول، تحت قيادة فلاديمير كابل.

## الرتب
|  |          |            |       |            |             |
|  | فريق أول | فريق       | لواء  | مقدم       | عقيد        |
|  | ضباط     |            |       |            |             |
|  |          |            |       |            |             |
|  | نقيب     | نقيب مساعد | ملازم | ملازم ثاني | حامل الراية |

| الجنود | الجنود  | الجنود  | الجنود   | الجنود  | الجنود    | الجنود |
|        | ضباط صف | ضباط صف | ضباط صف  | ضباط صف | رجال      | رجال   |
| ------ | ------- | ------- | -------- | ------- | --------- | ------ |
|        |         |         |          |         |           |        |
|        | عريف    | رقيب    | رقيب أول | مساعد   | مساعد أول | جندي   |

## وصلات خارجية
- روسيا المناهضة للبلشفية في صور
- رابطة الذاكرة والشرف (بالروسية)